# Vinfast
Vinfast (Eigenschreibweise: VinFast) ist ein 2017 gegründeter, börsennotierter vietnamesischer Automobil- und Elektromotorradhersteller mit Hauptsitz in Hải Phòng, der von James Benjamin DeLuca und Le Thanh Hai als Co-Geschäftsführer geführt wird. Das Unternehmen ist Mitglied der Vingroup.
Das Unternehmen verfügt über eine Produktionsfabrik in der Stadt Hải Phòng im Norden Vietnams. Die Fabrik erstreckt sich über eine Fläche von 335 Hektar mit einer Gesamtinvestition von 3,5 Milliarden USD und ist eines der größten Industrieprojekte des Landes. Das Unternehmen unterhält technologische und technische Zusammenarbeit mit großen europäischen Automobil- und Ersatzteilherstellern, wie BMW, Siemens AG und Robert Bosch GmbH aus Deutschland, Magna Steyr aus Österreich und mit dem italienischen Designer Pininfarina. Das Unternehmen kooperiert auch mit dem Joint Venture zur Herstellung von Karosserien mit Aapico Hitech aus Thailand. Seit August 2025 baut das Unternehmen Elektroautos auch im indischen Thoothukudi.

## Firmengeschichte
In Vietnam waren Ende 2017 16 Autos pro 1000 Einwohner zugelassen. 2017 war auch das Jahr der Umsetzung des AFTA-Abkommens zur Senkung der Importsteuer auf Autos aus ASEAN-Ländern auf 0 %. Diese Reduzierung der Importsteuer führte zu einem Arbeitskräfteüberschuss in der Autoindustrie. Aufgrund dieser Nachfrage begann Vingroup, die erste Luxusautolinie in Vietnam mit dem Namen Vinfast auf den Markt zu bringen.
Auf dem Pariser Autosalon 2018 stellte das Unternehmen seine ersten Design-Prototypen vor, die speziell für den vietnamesischen Markt entwickelt wurden und aus einem Sport Utility Vehicle (SUV) und einer Limousine bestehen. Diese Modelle wurden am 28. Juli 2019 ausgeliefert. Vinfast hat seit 2018 Elektromotorräder produziert und plant, sein Portfolio in Zukunft auf Elektroautos auszuweiten.
Im Januar 2022 wurde eine Kooperation mit der deutschen Außenwirtschaftsagentur GTAI zur Suche eines Produktionsstandorts für Elektroautos in Deutschland bekannt gegeben.
Im April 2022 gab Vinfast Pläne für einen Börsengang in den Vereinigten Staaten in der zweiten Jahreshälfte als Option zur Finanzierung der Expansion bekannt. Der Börsengang erfolgte am 15. August 2023 durch den Kauf durch einen SPAC. Der schnelle Kursanstieg von 22 $ auf 37 $ in wenigen Tagen ergab einen Börsenwert von 85 Mrd. $, deutlich mehr als Ford und General Motors.
Vinfast bilanzierte 2024 einen Nettoverlust von fast drei Milliarden Euro. Das Unternehmen schloss im Mai 2025 seine sechs Ausstellungsräume in Deutschland und kündigte den meisten Mitarbeitern in Deutschland. Im ersten Quartal 2025 waren nur 55 Neufahrzeuge verkauft worden.

## Produkte

### Elektromotorroller
Im Jahr 2019 kündigte Vinfast Pläne an, zwei elektrisch angetriebene Motorroller auf den Markt zu bringen: Vinfast Klara A1 mit Li-Ionen-Batterien und Vinfast Klara A2 mit Blei-Säure-Batterien. Vinfast Klara ist der erste in Vietnam produzierte elektrisch angetriebene Motorroller, der den Anforderungen des Binnenmarkts entspricht und für den Körperbau der Vietnamesen und die Verkehrsbedingungen in der Region geeignet ist. Ein deutscher Elektromotor, kombiniert mit Lithium-Ionen-Batterien von LG oder Bosch, bringt eine Höchstgeschwindigkeit von 50–70 km/h. Der Roller kann nach voller Ladung 80–120 km zurücklegen.
Am 12. September 2019 gab Vinfast offiziell den Verkauf von zwei neuen Elektromotorrollern bekannt – Impes und Ludo – mit einem sportlichen und persönlichen Stil. Vinfast Impes hat eine Nutzlast von 130 kg und kann eine Höchstgeschwindigkeit von 50 km/h erreichen. Fahrzeuge mit einem hochwertigen Elektromotor von Bosch mit einer Leistung von 1200 W und einer Lithium-Ionen-Batterie von LG Chem können mit voller Ladung eine Strecke von 68 km zurücklegen. Inzwischen hat Vinfast Ludo eine Nutzlast von 140 kg, kann zwei Personen mit einer Höchstgeschwindigkeit von 35 km/h befördern, verwendet einen 500-W-Elektromotor, einen Lithium-Ionen-Akku, der mit voller Ladung 70 km weit fahren kann.
Am 17. Januar 2021 organisierte Vinfast die Einführung und bot am 21. Januar 2021 zwei neue elektrische Motorroller an: Vinfast Feliz und Theon.

### Automobile

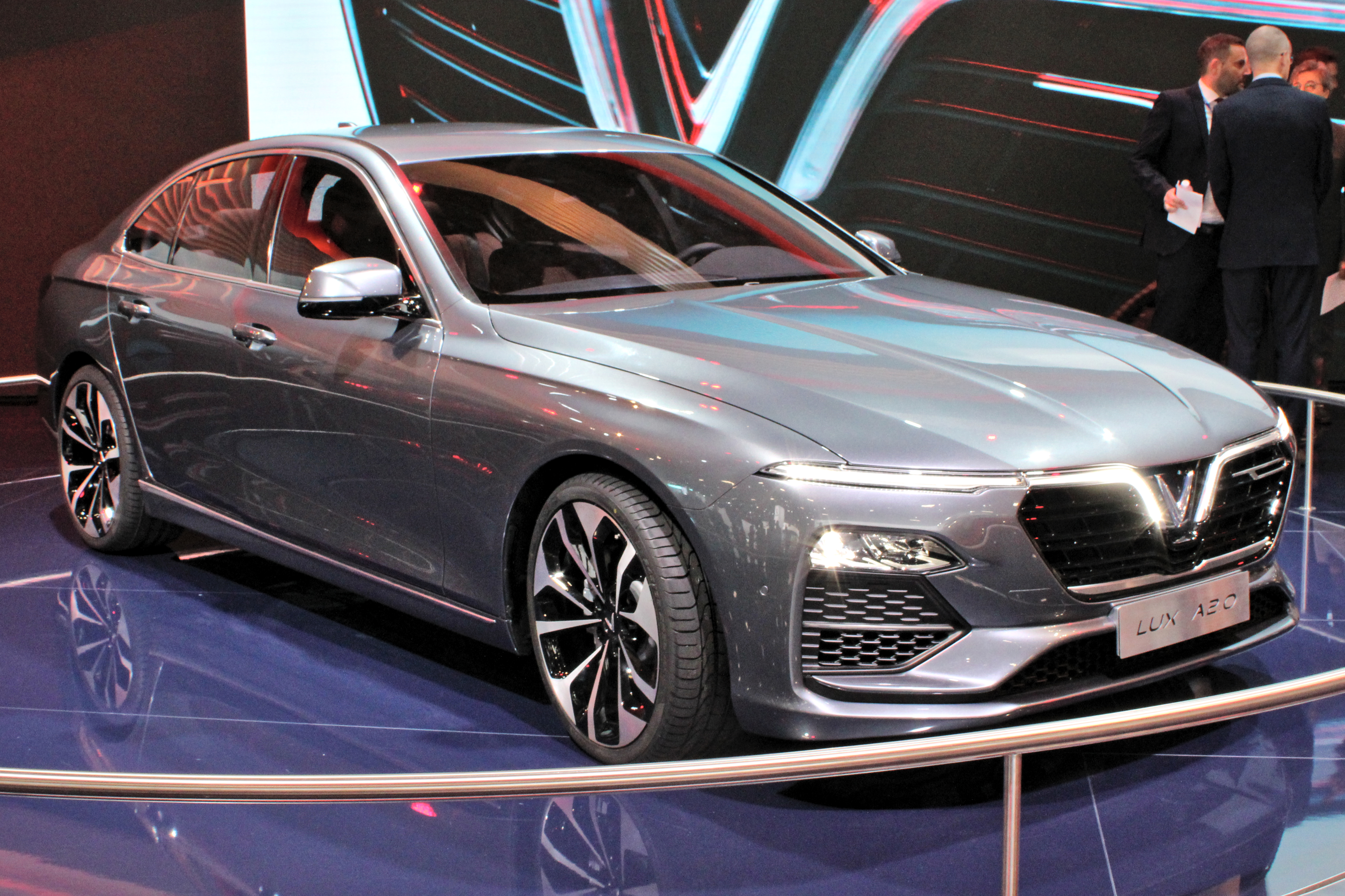
Vinfast Lux A2.0 auf Basis des BMW F10

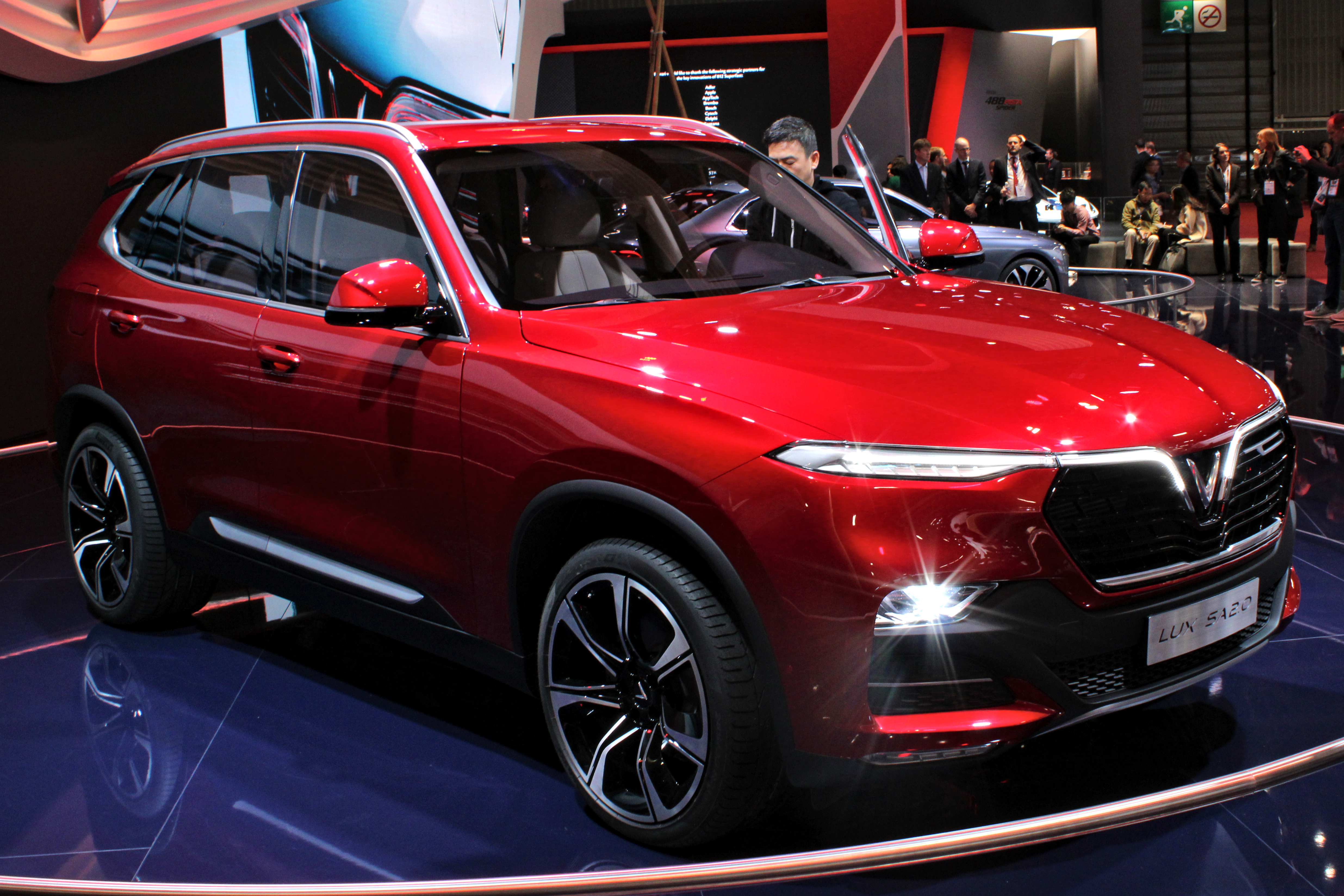
Vinfast Lux SA2.0

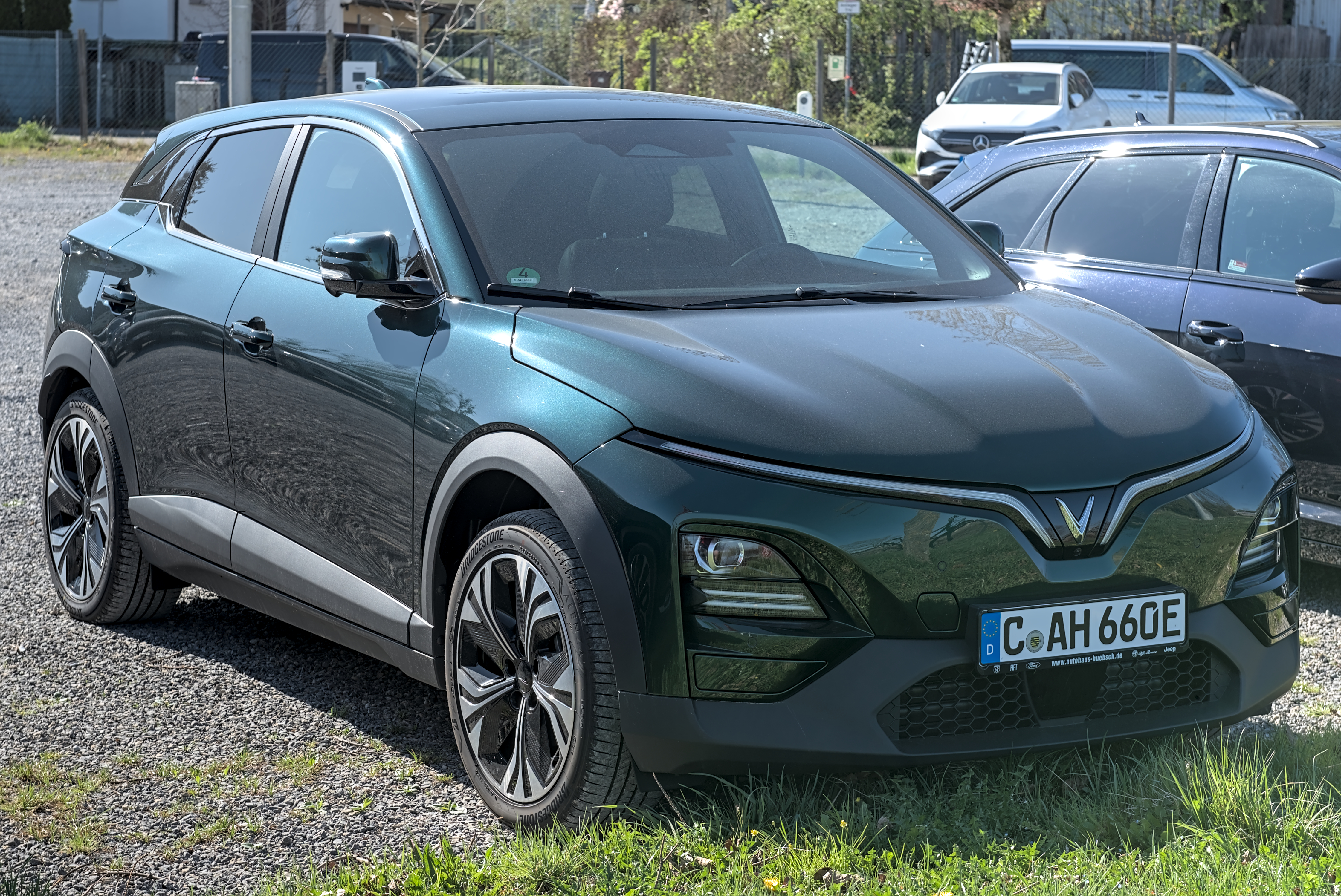
VinFast VF 6

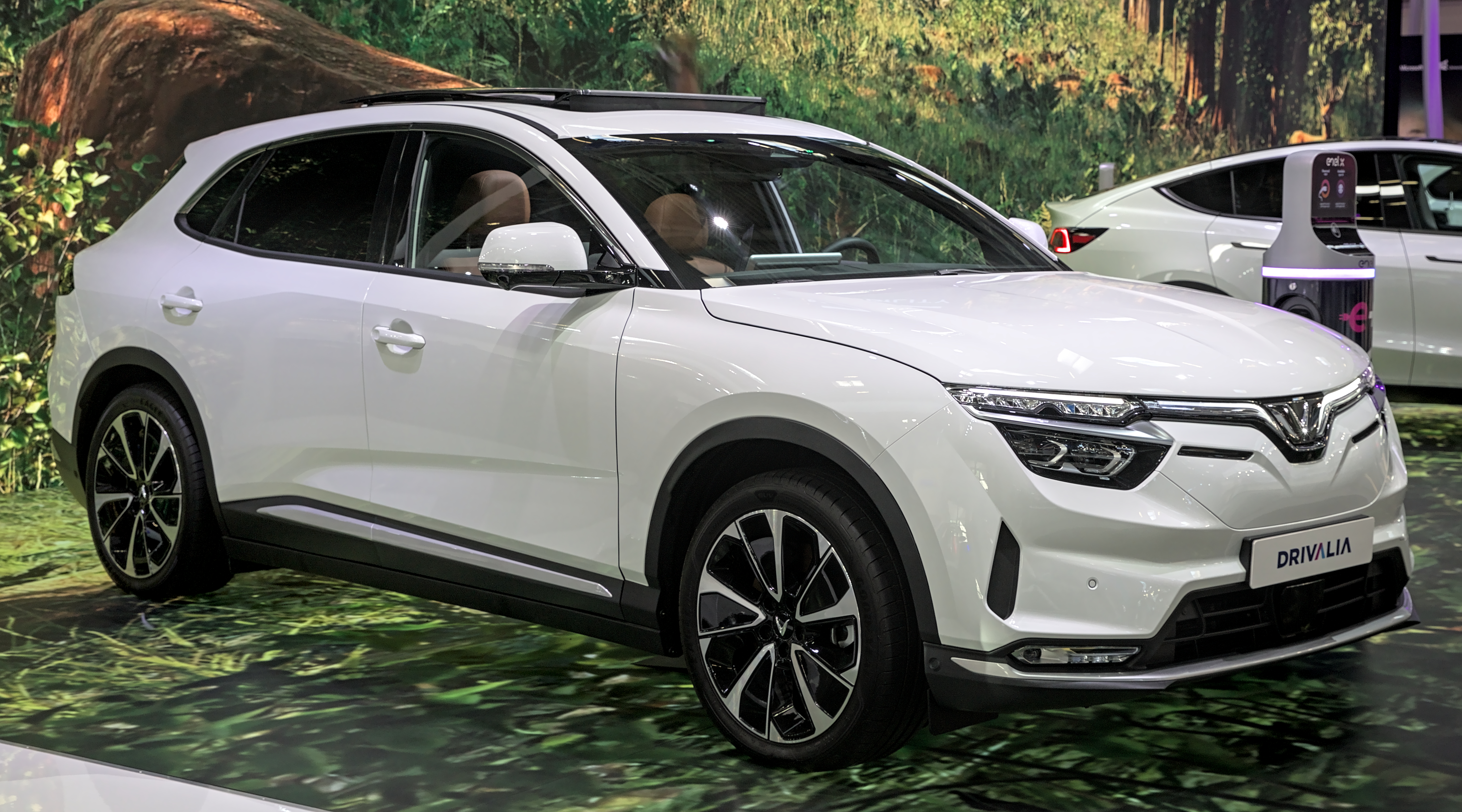
VinFast VF 8

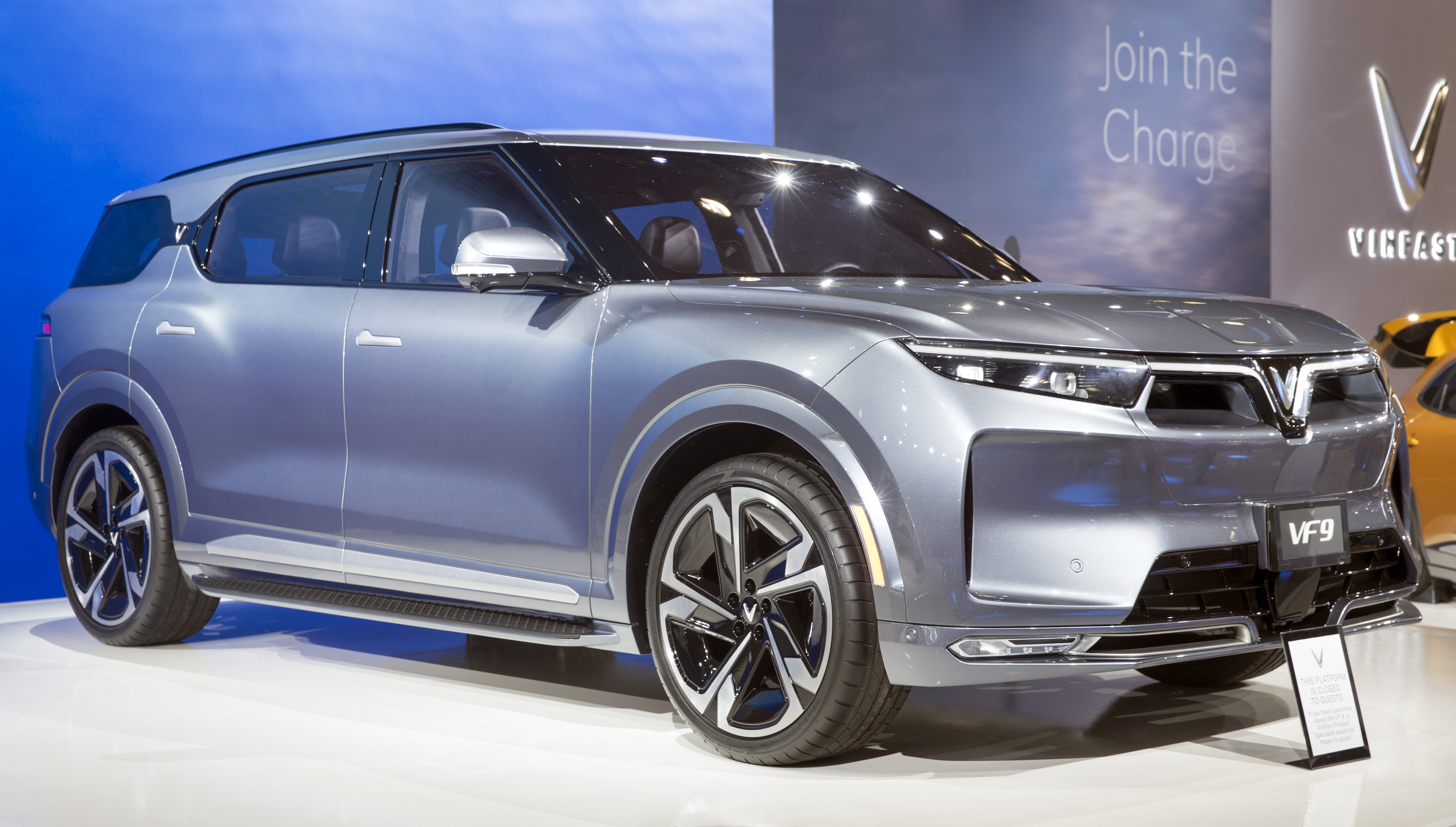
Vinfast VF 9

Bei der Einweihung der Autofabrik in Hai Phong am 14. Juni 2019 gab das Unternehmen bekannt, dass die Anzahl der Bestellungen für Benzinfahrzeuge mehr als 10.000 Einheiten für die drei Produktlinien Vinfast LUX A2.0, SA2.0 und Fadil betrage.
Vinfast Fadil: Dieser Kleinwagen basiert auf dem Chevrolet Spark M400.
Vinfast Lux A2.0: In Zusammenarbeit mit den vier weltweit führenden Automobildesignfirmen Pininfarina, Zagato, Turin und Italdesign wurden mehr als 20 verschiedene Designs für zwei Modelle angekündigt: Limousine und SUV. Das Auto Vinfast Lux A2.0 2021 wurde von BMW lizenziert.
Vinfast Lux SA2.0: Das SUV-Modell hat eine Länge × Breite × Höhe von 4.940 × 1.960 × 1.773 (mm), einen Radstand von 2.933 mm und eine Bodenfreiheit von 192 mm. Es beschleunigt in 8,9 Sekunden (Hinterradantrieb) bzw. 9,1 Sekunden (Allradantrieb) von 0 auf 100 km/h.
Vinfast President: Das 2019 auf dem Genfer Auto-Salon vorgestellte Modell Vinfast President ist eine limitierte Sonderedition, die mit einem 6,2-Liter-V8-Motor mit einer Leistung von 455 PS, einem maximalen Drehmoment von 624 Nm, einer Höchstgeschwindigkeit von über 300 km/h und Reifen mit einem Durchmesser von 22 Zoll ausgestattet ist. Der Vinfast President ist das erste Auto, das 2020 von Vinfast offiziell auf den Markt gebracht wurde. Die Abmessungen Länge × Breite × Höhe betragen 5146 mm × 1987 mm × 1760 mm.

#### Elektroautos
Vinfast VF e34: Als erstes Elektroauto der Marke wurde ab 2021 der 4,30 Meter lange VF e34 verkauft.
Vinfast VF 8: Auch in Europa und Nordamerika angeboten werden soll das Elektro-SUV VF e35. Es ist 4,75 Meter lang und hat an jeder Achse einen Elektromotor. Die Gesamtleistung wird mit 260 kW (354 PS) bzw. 300 kW (408 PS) angegeben. Erste Auslieferungen in Deutschland wurden nach einigen Verschiebungen in Q4 2023 erwartet.
Vinfast VF 9: Auch der 5,12 Meter lange VF e36 soll nicht nur in Vietnam vermarktet werden.
Anlässlich der Consumer Electronics Show 2022 präsentierte Vinfast mit den SUVs VF 5, VF 6 und VF 7 drei weitere Modelle, die voraussichtlich 2023 in den Handel kommen sollen.
Der 3,11 Meter lange Vinfast VF 3 debütierte im Juni 2023.

#### Flottenautos
Im Februar 2025 präsentierte Vinfast vier Modelle, die für Flotten- und Taxidienste ausgerichtet sind. Der Minio Green ist ein 3,09 Meter langer Kleinstwagen. Herio Green und Nerio Green basieren auf den Modellen VF 5 bzw. VF e34. Der Limo Green ist ein 3,80 Meter lange Van mit sieben Sitzplätzen. Weiter wurde im Mai 2025 der Elektro-Van EC Van vorgestellt.

### Bus
VinBus ist der Kurzname der VinBus Eco Transport Service Company Limited (gechartertes Kapital von 1000 Milliarden Dong), die am 25. April 2019 von der Vingroup gegründet wurde. Vinbus verwendet von Vinfast hergestellte Elektrobusse für die Beförderung von Passagieren in städtischen, vorstädtischen und provinzübergreifenden Betrieben mit einer gemeinnützigen Struktur. VinBus wird 100 % der Elektrobusse einsetzen, um den Bedürfnissen der Menschen nach Reisen gerecht zu werden, das öffentliche Verkehrsnetz zu erweitern und insbesondere Lärm und Umweltverschmutzung zu reduzieren. Zunächst wird das Unternehmen den Betrieb mit 3.000 Vinfast-Elektrobussen aufnehmen. Nach dem gemeinnützigen Modell des Unternehmens wird der gesamte Gewinn reinvestiert, um die Servicequalität zu verbessern, Systeme zu entwickeln und Straßen zu erweitern, um den Menschen einen öffentlichen Verkehrsdienst zu bieten. VinBus begann ab September 2020 mit der Implementierung der ersten zehn Routen in Hanoi.